# Бобадилья, Дамьян
Дамиа́н Хосуэ́ Бобади́лья Бени́тес (исп. Damián Josué Bobadilla Benítez; род. 11 июля 2001, Асунсьон) — парагвайский футболист, полузащитник клуба «Сан-Паулу» и сборной Парагвая.

## Клубная карьера
Бобадилья — воспитанник клуба «Серро Портеньо». 16 мая 2021 года в матче против «Ривер Плейт» он дебютировал в парагвайской Примере. В своём дебютном сезоне Бобадилья стал чемпионом Парагвая. 21 июля 2022 года в поединке против «Такуари» Дамьян забил свой первый гол за «Серро Портеньо».

## Достижения
Командные
 «Серро Портеньо»
- Победитель парагвайской Примеры (1) — Апертура 2021